# 浅野三平
浅野 三平（あさの さんぺい、1932年〈昭和7年〉2月26日 - 2023年〈令和5年〉2月5日）は、日本の国文学者。専門は近世文学、上田秋成研究の先駆者。学位は、文学博士（東京大学・1985年）。芝高等学校教諭・京都女子大学教授・日本女子大学教授を経て、日本女子大学名誉教授。

## 経歴・人物
1932年（昭和7年）2月、愛知県名古屋市に生まれる。愛知県の旧制中学校 東海中学校に入学した。1950年3月、学制改革により旧制中学から新制高等学校へ移行した東海高等学校を卒業。同年4月 東京大学教養学部入学。1954年3月、東京大学文学部国文学科を卒業し、同年5月、芝高等学校に国語科教諭として赴任した。
1957年3月、東京大学大学院人文科学研究科修了（文学修士）。1959年4月、京都女子大学文学部に講師として赴任。1965年同大学助教授、1971年同教授。1979年4月、日本女子大学文学部教授。1985年5月、東京大学より文学博士の学位を授与される。博士論文の題目は「上田秋成の研究」。
2000年3月、日本女子大学を定年退職、同年6月日本女子大学名誉教授。
歌人として、芝高等学校教諭時代の同僚 植松寿樹より指導を受けており、「植」の字から採った浅野直木の号を用いて活動していた。
晩年は、近世古典文学研究書の追補版を出版する傍らで『スピリチュアル犬ジローの日記』など、自らの文学作品を6点発表した。同著は、愛犬であった柴犬のジローが6歳で急死したあと、飼い主の体に印される爪跡や、玄関の扉や部屋の壁や本棚などに刻まれる引っ掻きキズなど、すべては霊界から発信されるジローのシグナルと認識した体験を綴り、父と娘と霊犬の交流を小説の形で著述したもの。
2023年2月5日、都内の自宅で体調が急変して救急搬送され、新宿区の国立国際医療研究センター病院にて、午後零時42分に逝去。死因は急性クモ膜下出血。同年2月7日、葬儀は浄土真宗の作法で行われ、法名「秀學院釋三寶」が授けられた。
同年4月24日に納骨法要が、西行法師に縁のある遊行柳にほど近い栃木県那須町の霊園で行われた。この場で遺族から「故人はまた、和歌をこよなく愛しておりました」として、西行法師の歌が「辞世の代わり」として掲げられた。
ところが、その後5月24日に浅野三平の霊からのインスピレーション（霊示）が下され、下記の歌を故人によりふさわしい「辞世の代わり」とした。

## エピソード
- 法学者で東京大学法学部名誉教授の米倉明は、東海高校の後輩で、東大入学後の時期に家庭教師のバイト先を紹介するなど面倒を見ていた[12]。
- 東大卒業後、芝高等学校に新人教諭として赴任していた時期に、同じ国語・古文の先輩教諭の植松寿樹より、様々な指導を受けた[要出典]。
- 芝高等学校教諭時の教え子に、後に外交官となる佐藤行雄がいた。将来の希望から進路指導で東大進学を勧め、その合格への指導をした。その後佐藤は外交官になり、宮崎県警本部長・外務省大臣官房総務課長・外務省北米局長・国連大使などを歴任した。[要出典]

- 芝高等学校の教諭時、篠山紀信の高校3年時の担任であった。篠山は模擬試験で立教大など充分合格圏内の実力があったのに受験では何故か全敗してしまい、その時期からでも受験できた日大芸術学部写真学科に出願し入学をした。[要出典]
- 国文学者で大阪大学名誉教授の飯倉洋一は、同じ「上田秋成の研究」の先人である浅野に対して、多くの恩恵・指導を受けたと記している[2]。

## 著書
- 『西鶴』（1967年2月、明玄書房）国会図書館情報
  - 改訂『西鶴』（1978年1月、明玄書房）全国書誌番号:78007215
- 『秋成全歌集とその研究』（1969年、桜楓社）全国書誌番号:75017610 NCID BN0438964X
  - 『増訂 秋成全歌集とその研究』（2007年11月、おうふう〔桜楓社〕）全国書誌番号:21339167 NCID BA83497282 ISBN 978-4-273-03475-7
- 『校註春雨物語』（浅野三平編、1971年9月、桜楓社）国会図書館情報 NCID BA32409437
  - 『増訂版 春雨物語 付春雨草紙』（1983年4月、桜楓社）全国書誌番号:83030456 ISBN 978-4-273-00899-4
- 『近世中期小説の研究』（1975年5月、桜楓社）全国書誌番号:75022381 NCID BN03856080
- 『新潮日本古典集成 第22回 雨月物語癇癪談』（1979年1月、新潮社）国会図書館情報 NCID BN00304474、ISBN 978-4-10-620322-0
  - 『〈新装版〉 雨月物語 癇癖談 新潮日本古典集成』（2018年12月26日、新潮社）全国書誌番号:23159242 NCID BB2794088X、ISBN 978-4-10-620875-1
- 『全対訳日本古典新書 第10巻 春雨物語』（1981年、創英社）全国書誌番号:84006325 NCID BA31794161
- 『上田秋成の研究』（1985年2月、桜楓社）全国書誌番号:86038948 NCID BN01646688、ISBN 978-4-273-00063-9
- 『多田南嶺の学と芸』（1988年、日本女子大学）
- 中浜明『中浜東一郎日記　第三巻』(浅野三平校訂、1993年6月、冨山房）
- 『近世国学論攷』（1999年11月、翰林書房）全国書誌番号:20039023 NCID BA44659624、ISBN 978-4-87737-093-0
- 『霊犬ジローの日記』（1999年4月、ハート出版）全国書誌番号:99079253、ISBN 978-4-89295-139-8
  - 改訂版『霊犬ジローの日記―愛したペットは死後も私のそばにいた』（2002年7月、ハート出版）全国書誌番号:20294548、ISBN 978-4-89295-487-0
  - 改題 文庫化『スピリチュアル犬ジローの日記』幻冬舎文庫（2007年10月、幻冬舎）全国書誌番号:21397521 NCID BA83788274、ISBN 978-4-344-41040-4
- 『戦火の夏 : 戦争を生きたある一家の記録』（2001年6月、早稲田出版）全国書誌番号:20250169 NCID BA52667570、ISBN 978-4-89827-222-0
- 『八雲と鴎外』（2002年9月20日、翰林書房）全国書誌番号:20348028 NCID BA59132695、ISBN 978-4-87737-155-5
- 『「坊ちゃん」を叱る - 私の教師論』（2004年9月、早稲田出版）全国書誌番号:20786086 NCID BA69307456、ISBN 978-4-89827-274-9
- 『近世文学続攷』（2005年2月、おうふう〔桜楓社〕）全国書誌番号:20750141 NCID BA71552736、ISBN 978-4-273-03370-5
- 『父娘で航く世界一周』（2010年2月、文芸社）全国書誌番号:21708866、ISBN 978-4-286-08440-4
- 原文＆現代語訳：鬼神論・鬼神新論『鬼神論（原著：新井白石）』『鬼神新論（原著：平田篤胤）』（2012年2月、笠間書院）全国書誌番号:22069615 NCID BB08658250、ISBN 978-4-305-70582-2
- 『女子大へようこそ』（あさの さんぺい(著)、2013年4月、文芸社）全国書誌番号:22229678、ISBN 978-4-286-13614-1

## 論文
CiNii 論文